# Gaschurn
Gaschurn (ⓘ) ist die südlichste und mit einem Gemeindegebiet von 176,7 km² flächenmäßig größte Gemeinde und ein Dorf im österreichischen Bundesland Vorarlberg. Sie liegt im Bezirk Bludenz und hat 1598 Einwohner (Stand 1. Jänner 2024).

## Geographie

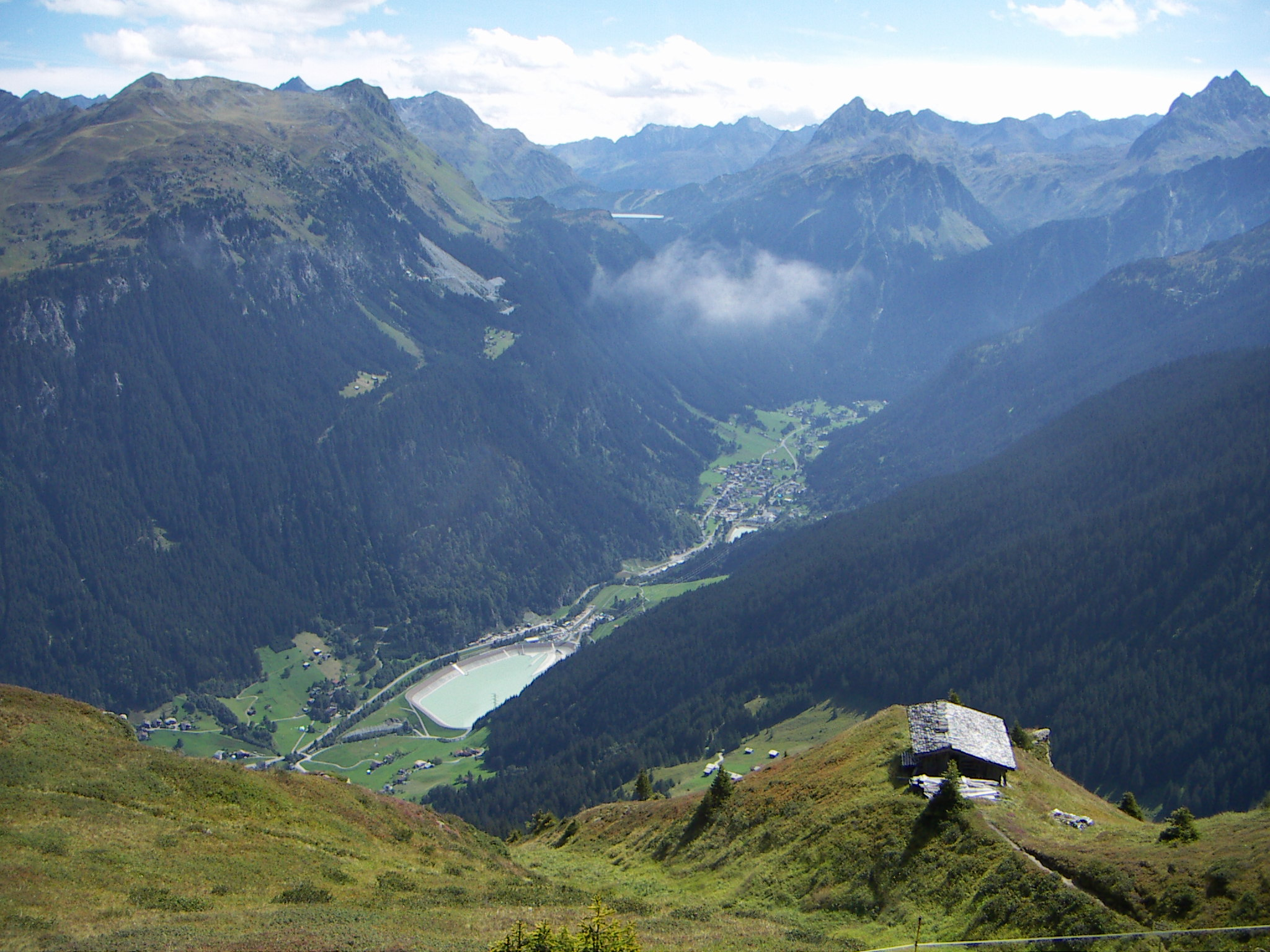
Partenen, von der Versettlabahn über das Ausgleichsbecken Rifa des Rifawerks taleinwärts, über dem Ort glänzt der Kopssee, rechts die Vallüla, links Augstenberg/Versalspitze

Der Ortskern von Gaschurn Dorf liegt 979 m ü. A. im Montafon zwischen Gortipohl und dem zur Gemeinde Gaschurn gehörigen Ort Partenen, wobei sich der Höhenbereich auf bis 3312 m ü. A. (Piz Buin) erstreckt. Der größte Ort im Gemeindegebiet ist Gaschurn Dorf. 12,7 Prozent der Gemeindefläche sind bewaldet, 51,7 Prozent bestimmen die Alpen.
Die Gemeinde wird von der Ill durchflossen, rechts derer sich das Verwall und links die Silvretta befinden.

### Seitentäler
Das Gemeindegebiet ist stark gegliedert durch Hochgebirgstäler und Bergketten.
- Ochsental: Hochgebirgstal, oberste Talabschnitt der Ill: Vermuntpass bis Silvretta-Stausee
- Klostertal (Silvretta): Hochgebirgstal westlich des Ochsentals mit dem Klostertalbach, Rote Furka bis Silvretta-Stausee
- Großvermunt: zweitoberster Talabschnitt der Ill, Bielerhöhe bis Vermunt-Stausee
- Kromertal: linkes Seitental im Montafon, Seelücke (Silvretta) bis Vermunt-Stausee
- Untervermunt: drittoberster Talabschnitt der Ill, Vermunt-Stausee bis Partenen
- Garneratal: linkes Seitental im Montafon, Garnerajoch bis Dorf Gaschurn
- Verbellatal: rechtes Seitental im Montafon, Verbellner Winterjöchle bis Partenen
- Valschaviel oder Valschavieltal: rechtes Seitental im Montafon, Valschavieljöchle bis Dorf Gaschurn (Ortsteil Winkel)

### Gemeindegliederung
Das Gemeindegebiet umfasst folgende zwei Ortschaften (in Klammern Einwohnerzahl Stand 1. Jänner 2024):
- Gaschurn (1190)
- Partenen (408)

Die Gemeinde besteht aus der Katastralgemeinde Gaschurn.

### Nachbargemeinden
| St. Gallenkirch | Silbertal                                   | St. Anton am Arlberg (LA) |
|                 | Kompassrose, die auf Nachbargemeinden zeigt | Galtür (LA)               |
| Klosters        | Zernez                                      | Scuol                     |

## Geschichte
Die rätoromanischen Ortsnamen sind bereits in Urkunden des 15. Jahrhunderts (1423 „Gaschurra“, 1499 „Parthenna“), einzelne Alpen sogar schon früher erwähnt (zum Beispiel 1089 „alpem in Signes“ = Zeinisalpe). Gaschurn geht auf rätoromanisch ca sure ‚Oberhaus‘ zurück. Begünstigt durch das wärmere Klima im Mittelalter, aber auch noch bis ins 18. Jahrhundert wurde die Hochalpe Vermunt durch Bauern aus Ardez und Guarda im Unterengadin genutzt (Viehtrieb über den Vermuntpass).
Die Gemeinde wurde wiederholt von Lawinenkatastrophen (am stärksten 1689), Schäden durch Hochwasser und Vermurung (z. B. 1762, 1770, 1910) wie auch durch Großbrände (1800 Dorfbrand in Partenen) betroffen. Inzwischen konnten die Naturgefahren durch umfangreiche Lawinen- und Wildbachverbauungen erheblich gemildert werden.
Die Habsburger regierten die Orte in Vorarlberg wechselnd von Tirol und Vorderösterreich (Freiburg im Breisgau) aus. Von 1805 bis 1814 gehörte der Ort zu Bayern, dann wieder zu Österreich. Zum österreichischen Bundesland Vorarlberg gehört Gaschurn seit der Gründung des Landes 1861.
Ab Mitte des 19. Jahrhunderts kam der Sommertourismus auf. 1885 gründete sich ein Verschönerungsverein. Es wurden mehrere Alpenvereinshütten eröffnet: 1885 das Madlenerhaus, 1896 die Wiesbadener Hütte, 1908 die Tübinger Hütte, 1910 die Saarbrücker Hütte, 1927 die Heilbronner Hütte. Um 1910 wurde mit dem Straßenbau von Schruns nach Partenen begonnen.
Nach dem Ersten Weltkrieg begannen die 1924 gegründeten Vorarlberger Illwerke, die Wasserkräfte für die Energieversorgung zu erschließen. 1925 bis 1930 entstanden der Vermuntsee und das Vermuntwerk im Ortsteil Partenen mit der Rheinlandleitung als erster Hochspannungsfernleitung Mitteleuropas; als Zugang zu den Baustellen legte man die Schmalspurbahn Schruns–Partenen und den Schrägaufzug Partenen–Trominier an. Es folgten bedeutsame Erweiterungen der Wasserkraftnutzung: 1938 bis 1952 Silvretta-Stausee und Obervermuntwerk, 1959 bis 1970 Stausee Kops und Kavernenkraftwerk Kops mit verschiedenen Bachüberleitungen sowie Rifawerk mit Ausgleichsbecken.
Der Ort war 1945 bis 1951 Teil der französischen Besatzungszone in Österreich.
Der frühere Bauhilfsweg zur Bielerhöhe (2071 m ü. A.) wurde 1954 als Silvretta-Hochalpenstraße dem Touristenverkehr geöffnet und ab 1961 weiter ausgebaut. Seit 1963 verfügt Gaschurn auf der Trasse der 1954 aufgelassenen Schmalspurbahn über eine Umfahrungsstraße.
In den 1960er Jahren begann man mit der umfangreichen Erschließung für den Wintersport: seit 1967 Versettlabahn, ab 1972 Verbindung der Schigebiete Versettla und Garfrescha zum Großraumgebiet Silvretta Nova mit dem heutigen Namen Silvretta Montafon mit rund 30 Liftanlagen. Zugleich verändert sich das Siedlungsbild durch den Bau von Hotels, Gasthöfen, Pensionen und anderen Fremdenverkehrseinrichtungen.

### Bevölkerungsentwicklung
Der Ausländeranteil lag zum Stichtag 1. Jänner 2020 bei 11,8 %.
Die Bevölkerungsabnahme in den letzten Jahrzehnten erfolgt trotz positiver Geburtenbilanz, da die Wanderungsbilanz stark negativ ist.

### Religion
In Gaschurn bestand schon im 15. Jahrhundert eine St.-Michael-Kapelle; eine eigene Pfarrei wurde 1587 gebildet. In Partenen entstand 1729 eine Filialkirche von Gaschurn.

## Kultur und Sehenswürdigkeiten

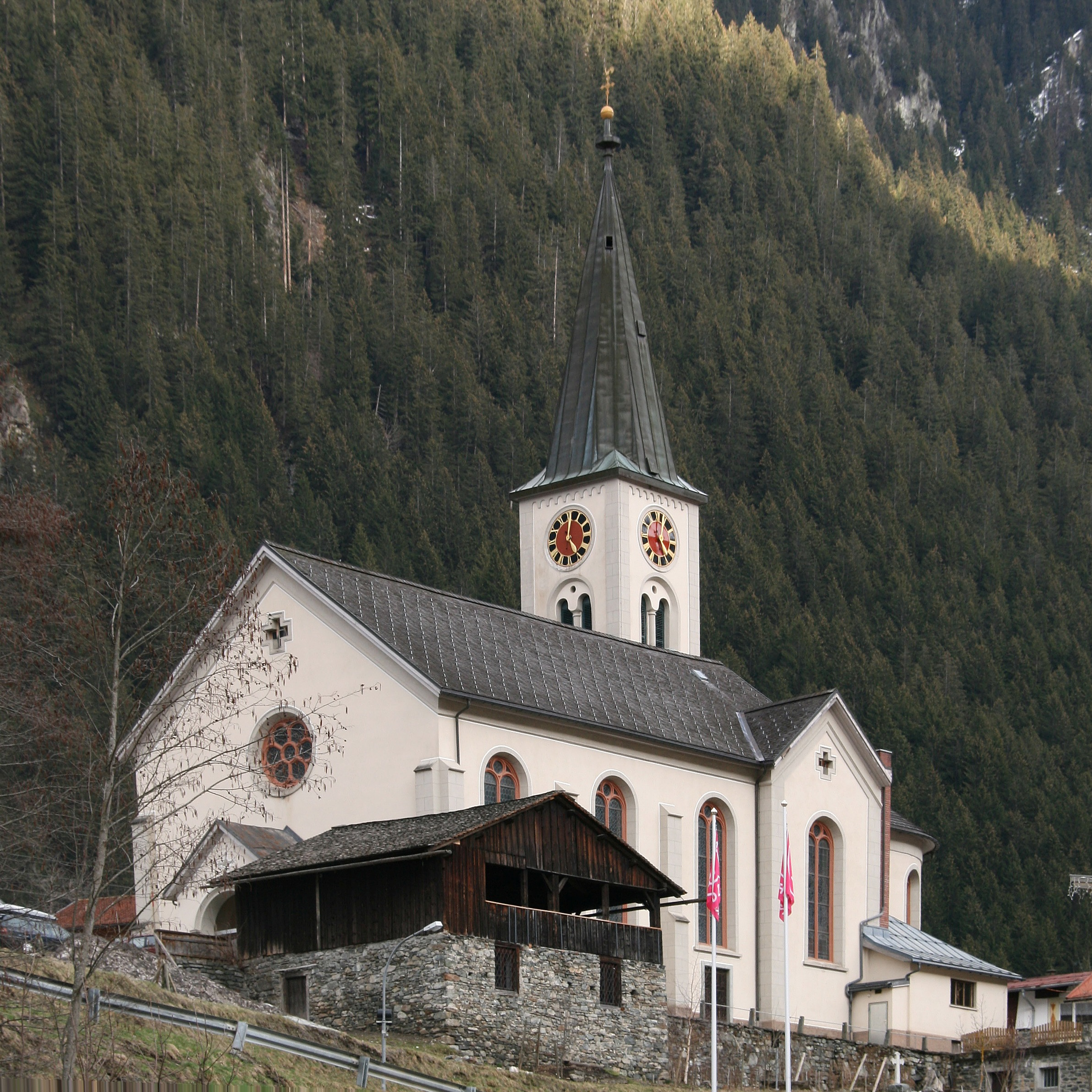
Pfarrkirche Gaschurn

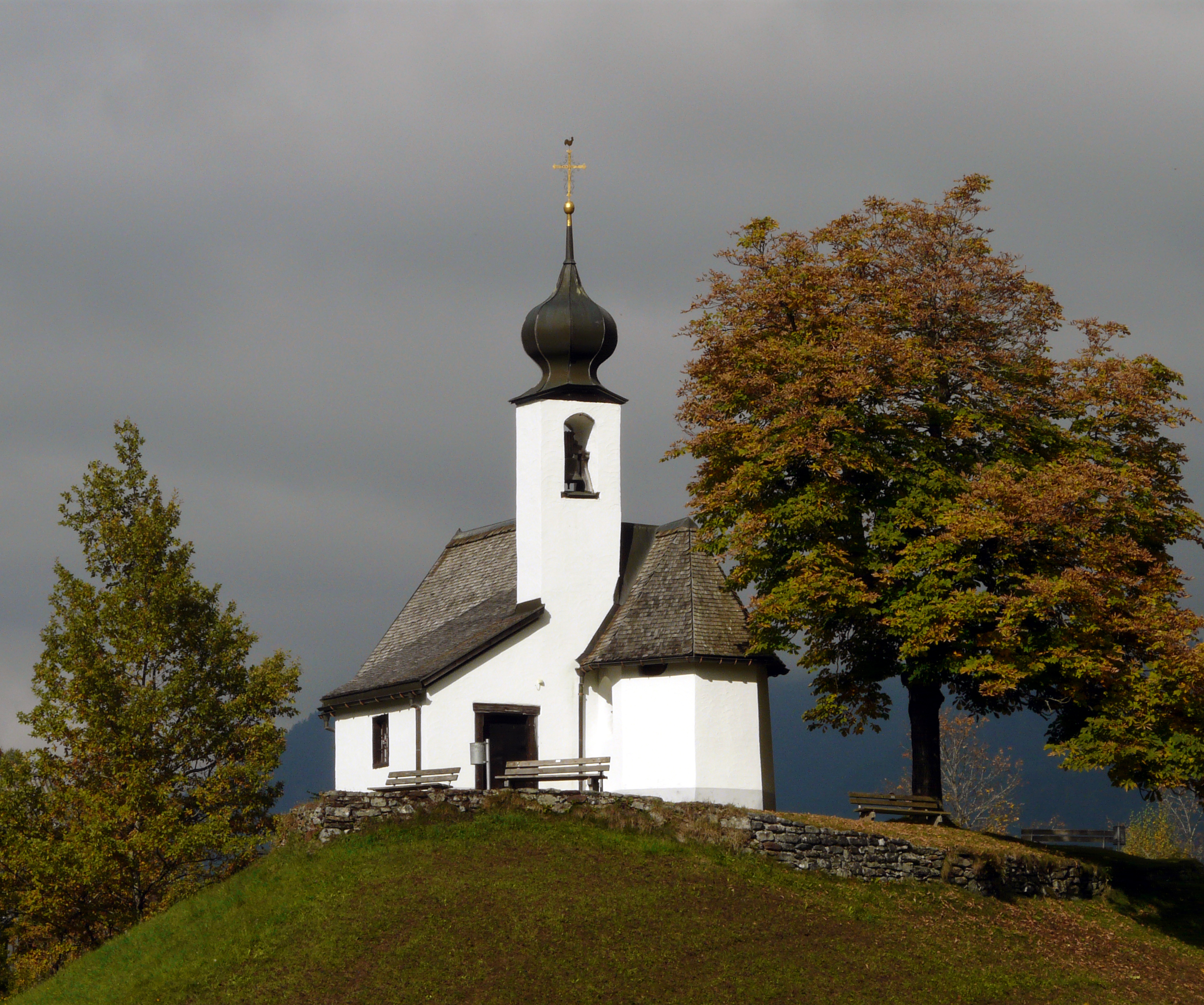
Kapelle Maria Schnee

- Das Tourismusmuseum Gaschurn wurde im Jahre 1992 in Gaschurn als erstes Tourismus-Museum Österreichs eröffnet.
- Im 1986 fertiggestellten neuen Gemeindezentrum des Ortes ist eine rund 300 Jahre alte Montafoner Stube – die sogenannte Lucas Tschofen-Stube – eingerichtet.
- Katholische Pfarrkirche Gaschurn hl. Michael: Die neuromanische Kirche wurde 1869 vom Linzer Bischof Franz Josef Rudigier, der in Partenen geboren wurde, geweiht. Die Altar- und Deckenbilder sind von den Schrunser Brüdern Franz und Jakob Bertle im späten Nazarenerstil ausgeführt worden.
- Kapelle Maria Schnee: Die Errichtung der Kapelle geht laut Inschrift auf das Jahr 1637 zurück. Als Gründer und Erbauer gilt Lukas Tschofen, eine legendäre und sagenumwobene Gestalt des Tales Montafon. Die Kapelle beherbergt ein Maria-Hilf-Bild (Kopie nach einem Gnadenbild von Lucas Cranach dem Älteren) und ist ein beliebter Marienwallfahrtsort geworden. Die Kapelle liegt auf einem kleinen Hügel im Gaschurner Dorfkern.
- Barbarakapelle auf der Bielerhöhe

## Wirtschaft und Infrastruktur

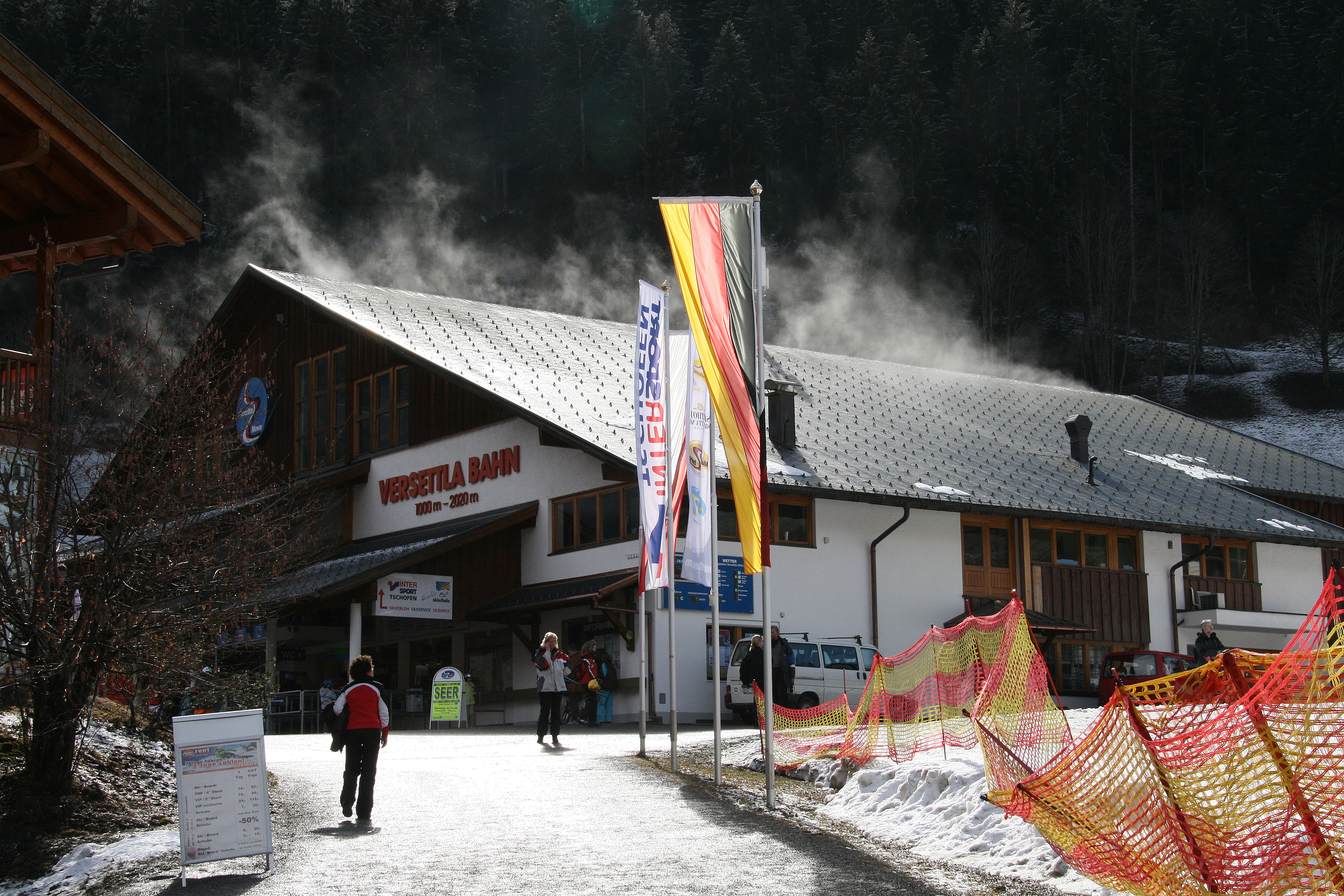
Talstation Versettlabahn

Eine starke Zunahme der Bevölkerung führte schon im 18. Jahrhundert (z. B. 1754: 1010 Einwohner) zu einer im Verhältnis zu den Existenzgrundlagen hohen Bevölkerungsdichte. Eine Folge davon war die Ausweitung der bergbäuerlichen Viehwirtschaft bis an die Grenze des Möglichen. Um 1800 zählte man in Gaschurn rund 1000 Rinder, 1500 Schafe und 750 Ziegen (zum Vergleich 1990: 430 Rinder). Den nötigen Zuerwerb fand man bis zur Jahrhundertwende teils durch Saisonwanderung (z. B. Bauhandwerker als „Franzosengänger“), zeitweise auch durch Saumverkehr über das Zeinisjoch (auf Zeinis ist bereits im 16. Jahrhundert eine Taverne nachweisbar) und schließlich durch das Aufkommen des Alpinismus. Eine erste Betreuung der Touristen im 19. Jahrhundert erfolgte vorwiegend durch das Gasthaus Rößle. Ab 1925 kam es zu einer raschen Zunahme der Verdienstmöglichkeiten durch den Bau und den Betrieb der Illwerke (wichtigster Arbeitgeber in Partenen) und durch die Aufwärtsentwicklung des Fremdenverkehrs. Es folgte seit den 1960er Jahren mit dem Schigebiet Silvretta Nova und dem touristischen Ausbau der Silvretta-Hochalpenstraße, der Vermuntbahn und der Bieler Höhe eine starke Zunahme der Gästenächtigungen. Zwischen 1960/61 und 1991/92 erhöhte sich die Nächtigungszahl von 109.000 auf rund 430.000 bei einer Erweiterung des Beherbergungsangebotes von 1800 auf 3700 Betten. Seit 1974 sind zunehmend mehr Nächtigungen im Winter als im Sommer zu verzeichnen.
Am Ort gab es im Jahr 2003 66 gewerbliche Betriebe mit 360 Beschäftigten und 25 Lehrlingen. Lohnsteuerpflichtige Erwerbstätige gab es 818.

### Tourismus
Im Tourismusjahr 2001/2002 gab es in Gaschurn insgesamt 428.119 Übernachtungen.

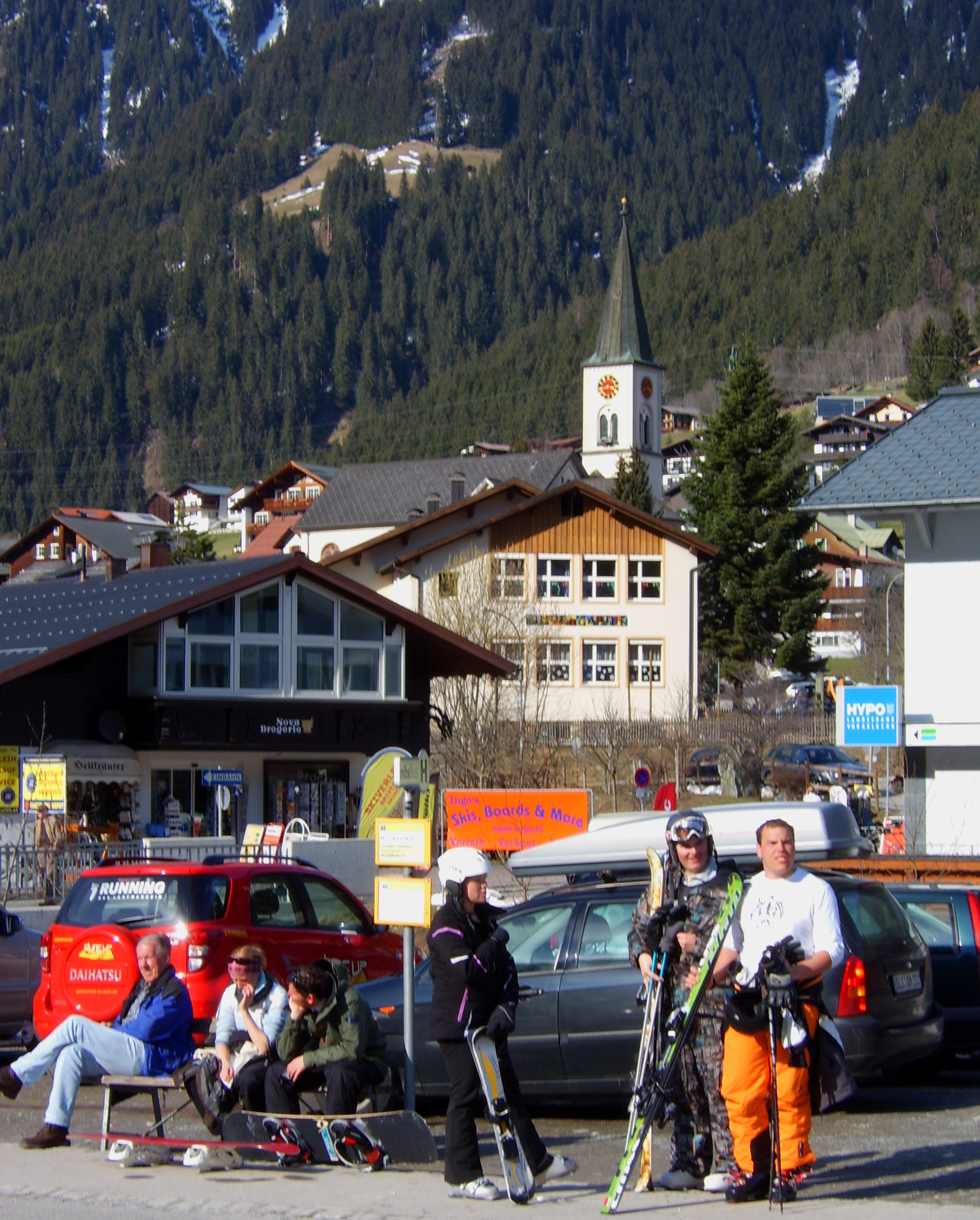
Wintersportler und Kirche Hl. Michael im Hintergrund

Die Bank für Tirol und Vorarlberg ist seit 2007 Hauptaktionärin der bisherigen Silvretta Nova Bergbahnen AG, die seitdem Silvretta Montafon heißt.

### Energie
Die Gemeinde betreibt das Trinkwasserkraftwerk WINKEL und liefert den erzeugten Strom an die VKW Ökostrom.
Seit November 2008 sind alle drei Maschinen des im Turbinenbetrieb 525 MW leistenden Kraftwerks Kops 2 am Netz.
Das Biomasse-Heizwerk Gaschurn war das erste kommunale Biomasse-Heizwerk im Montafon. Es ist seit 2000 in Betrieb. Im Mai 2008 wurden zwei Pufferspeicher mit 43 m³ eingebaut, um die Spitzen zu glätten. Damit konnte bereits den ganzen Sommer 2008 hindurch auf jegliches Heizöl verzichtet werden.
Das neueste Projekt der Gemeinde Gaschurn ist die Nutzung der Abwärme der Kraftwerksanlagen Kopswerk I und Kopswerk II sowie des Vermuntwerks. Das Biomasse-Heizwerk Gaschurn würde dann ebenfalls mit einem Teil der Abwärme versorgt. Ca. 60 Prozent der benötigten Wärme könnten durch das neue Abwärmeprojekt bereitgestellt werden.
Seit Herbst 2008 ist die Gemeinde Gaschurn als einzige Gemeinde des Montafons im Programm der e5-Gemeinden (Energieeffiziente Gemeinde).
2013 wurde die e5-Gemeinde Gaschurn rezertifiziert und hat das dritte „e“ erreicht.

### Medien
Die GaPa-Zitig bzw. der GaPa-Blitz sind die Gemeindenachrichten, die von der Gemeinde Gaschurn herausgegeben werden.

### Verkehr
Gaschurn ist von Bludenz aus über die L 188 Montafoner Straße (früher Silvrettastraße) in ca. 25 Minuten mit dem Auto erreichbar. Gaschurn ist auch mit der Montafonerbahn erreichbar, die von Bludenz bis Schruns verkehrt, und von dort mit dem öffentlichen Busverkehr der MBS Bus, welcher von etwa Juni bis Mitte Oktober bis auf die Bielerhöhe (Mautpflicht) verlängert wird.
In den Sommermonaten erreicht man Gaschurn mit dem Auto von Landeck über Galtür und die Silvretta Hochalpenstraße in etwa anderthalb Stunden.

### Bildung
Es gibt eine Volksschule und einen Kindergarten, der von allen Kindern ab dem dritten Lebensjahr besucht werden kann. Seit 2008 können auch jüngere Kinder den Kindergarten besuchen.
Auch in Partenen gibt es eine Volksschule und einen Kindergarten.
Das Besondere an den Kindergarteneinrichtungen ist, dass es im Kindergartenbereich keine Sprengel innerhalb der Gemeinde gibt. Die Eltern und Kinder können sich also selbst ihren Kindergarten aussuchen.
Seit Sommer 2006 bietet die Gemeinde in einem der Kindergärten eine Sommerkinderbetreuung an.
Jeden Mittwoch bietet Gaschurn Kindern bis 10 Jahre die Möglichkeit, an einer außerschulischen spielerischen Englischausbildung teilzunehmen.

### Freizeit und Sport
Als flächengrößte Gemeinde Vorarlbergs gibt es ein großes Wanderwegenetz (266,8 km) und zahlreiche Mountainbike-Strecken (insgesamt 71,9 km – beides Stand Herbst 2013). Von Partenen über Gaschurn bis St. Gallenkirch verläuft eine etwa 12 km lange Rad-, Spazier- und Winterwanderwegstrecke. Aufbauend auf ein durch die Universität Innsbruck ausgearbeitetes sportwissenschaftliches Konzept wurde die Lauf- und Nordic-Walking-Szene Montafon geschaffen. 13 ausgewählte Strecken wurden erstmals in Vorarlberg ausgewiesen und beschildert. Beschilderte Schneeschuhwanderstrecken in Gaschurn-Partenen ermöglichen in Ortsnähe ein Wandern auch ohne Führer.
Die Bielerhöhe liegt inmitten der Silvretta; im Sommer erreicht man diesen Platz über die Silvretta-Hochalpenstraße, im Winter gibt es einen Zugang mit der Vermuntbahn (Partenen) und dem Tunneltaxi. Dort liegt die höchstgelegene Bootsschiffahrt der Alpen. Auf dem See trainiert unter anderem auch die britische Rudernationalmannschaft als Vorbereitung für ihre Wettkämpfe. Das Angebot umfasst Schifahren, Schitouren, Winter- und Schneeschuhwandern sowie Langlaufen auf dem zugefrorenen Silvrettastausee. Die 9-Loch-Golfanlage des Golfclubs Silvretta ist der höchstgelegene Golfplatz Vorarlbergs.
Auf dem Gemeindegebiet Gaschurn befinden sich vier Alpenvereinshütten des Deutschen Alpenvereins: die Neue Heilbronner Hütte der Sektion Heilbronn, die Wiesbadener Hütte der Sektion Wiesbaden, die Saarbrücker Hütte der Sektion Saarbrücken und die Tübinger Hütte der Sektion Tübingen.

## Politik

### Gemeindevertretung
In Vorarlberg wählen die Bürger alle fünf Jahre die Mitglieder der Gemeindevertretung durch Ankreuzen eines Listen-Wahlvorschlages bzw. durch Mehrheitswahl wenn kein Listenvorschlag vorliegt. Weiters den Bürgermeister durch Ankreuzen eines Wahlvorschlages.
Die Gemeindevertretung wählt in der konstituierenden Sitzung aus ihrer Mitte – sofern keine Wahl durch die Bürger zustande kam – gemäß § 61 Gemeindegesetz einen Bürgermeister und dann einen mindestens dreiköpfigen Gemeindevorstand. Die Zahl dieser „Gemeinderäte“ darf aber gemäß § 55 den vierten Teil der Zahl der Gemeindevertreter nicht übersteigen.
Der Bürgermeister führt den Vorsitz bei den generell öffentlichen Sitzungen der Gemeindevertretung, in denen kommunale Belange besprochen und Beschlüsse gefasst werden. Beobachter haben kein Mitspracherecht und kein Stimmrecht. Die Gemeindevertretung kann nach Bedarf Ausschüsse bestellen. Sitzungen des Gemeindevorstandes und der Ausschüsse sind nicht öffentlich.

#### Sitzverteilung nach den Wahlen
- Gemeindevertretungswahlen 1985: ÖVP 13, SPÖ 3, Bürgerliste 2.[7]
- Gemeindevertretungswahlen 1990: ÖVP 13, Gemeinschaftsliste 3, SPÖ 2.[8]
- Gemeindevertretungswahlen 1995: ÖVP 13, FPÖ 3, SPÖ 2.[9]
- Gemeindevertretungswahlen 2000: FPÖ 9, ÖVP 7, SPÖ 2.[10]
- Gemeindevertretungswahlen 2005: ÖVP 10, FPÖ 6, Frauen für Gaschurn 1, SPÖ 1.[11]
- Gemeindevertretungswahlen 2010: ÖVP 10, Gemeinsam für Gaschurn und Partenen 8.[12]
- Gemeindevertretungswahlen 2015: ÖVP 10, Gemeinsam für Gaschurn und Partenen 8.[13]
- Gemeindevertretungswahlen 2020: ÖVP 12, D'Lischta Gaschurn–Partenen 3, FPÖ 3.[14]
- Gemeindevertretungswahlen 2025: ÖVP 11, „D'Lischta“ Gaschurn–Partenen 4.[15][16]

### Bürgermeister
siehe auch Liste der Bürgermeister von Gaschurn
Bürgermeister seit 1945
- 1945–1972 Peter Wachter[18]
- 1972–1980 Ernst Pfeifer[18]
- 1980–2000 Heinrich Sandrell[18]
- 2000–2004 Gerhard Blaas[18]
- 2005 Christian Wittwer[18]
- 2005–2020 Martin Netzer (ÖVP)[18][19]
- seit 2020 Daniel Sandrell (ÖVP)[20]

### Wappen
Das Gemeindewappen entstand im Jahre 1966 nach einem Entwurf des Schrunser Künstlers und Heraldikers Konrad Honold. Es zeigt neben den gekreuzten päpstlichen Schlüsseln ein Wasserrad und eine Hellebarde. Diese nimmt Bezug auf den Lokalhelden Lukas Tschofen, der mit allerlei Wohltaten in Verbindung gebracht wurde.

## Persönlichkeiten

### Söhne und Töchter der Gemeinde
- Franz Drinkwelder (1796–1880), Mediziner und Abgeordneter in der Frankfurter Nationalversammlung
- Peter Rudigier (1882–1963), Landwirt und Landtagsabgeordneter
- Marko Zink (* 1975), Künstler
- Martin Marinac (* 1979), Skirennläufer und Trainer
- Daniel Ganahl (* 1996), Radsportler und Skibergsteiger

### Mit der Gemeinde verbundene Persönlichkeiten
- Alessandro Hämmerle (* 1993), Snowboarder